# Чужий (серія фільмів)
«Чужий» (англ. Alien) — серія науково-фантастичних фільмів жахів, головний мотив якої − боротьба офіцера корпорації «Weyland-Yutani» Елен Ріплі (Сігурні Вівер) з представниками агресивної позаземної форми життя − Чужими. Перша кінокартина серії була поставлена Рідлі Скоттом у 1979 році, після чого вийшли три продовження: «Чужі» (1986), «Чужий 3» (1992) і «Чужий: Воскресіння» (1997), режисери Джеймс Кемерон, Девід Фінчер і Жан-П'єр Жене відповідно.
Через кілька років Скотт почав серію приквелів, в яку нині входять фільми «Прометей» (2012) та «Чужий: Заповіт» (2017). Успіх серії передбачив появу низки новел, коміксів і відеоігор за мотивами, а також пов'язаної франшизи «Чужий проти Хижака».

## Кіновсесвіт
В майбутньому, між XXI-м і XXIV-м століттями, людство широко освоїло космічний простір. Злиття двох мегакорпорацій − «Weyland» і «Yutani» зробило можливим подорожі по галактиці, колонізацію віддалених планет або супутників, потенційне добування їх ресурсів. Дізнавшись про існування Чужих, керівництво «Weyland-Yutani» маніпулює співробітниками і наражає на небезпеку екіпаж своїх космічних кораблів, прагнучи захопити зразок прибульця для створення біологічної зброї.

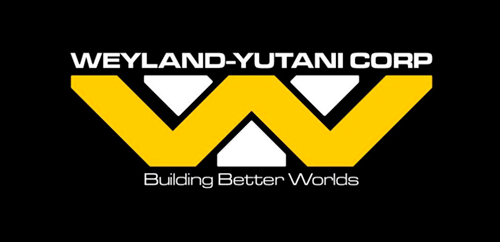

Сюжет пріквелів оповідає про альтернативне походження людської раси і створення Чужих. За мільярди років до основних подій, член стародавнього гуманоїдного виду, званого «Інженерами», жертвує собою, і з допомогою своєї ДНК запускає процес формування життя на планеті. Однак з невідомої причини інженери вирішують знищити населення Землі за допомогою спеціально розробленого смертоносного мутагену, в результаті розвитку якого з'являються Чужі.

## Основна серія

### «Чужий»
Сюжет оповідає про екіпаж вантажного космічного корабля «Ностромо», вимушеного за контрактом з Компанією досліджувати невідомий сигнал на безлюдній планеті LV-426. В результаті зараження на корабель проникає інопланетна форма життя, яка вбиває членів екіпажу. Личинка монстра потрапляє всередину людини в результаті зараження людини лицехватом — істотою, яйця якої відкладають дорослі особини; через кілька годин після зараження личинка Чужого виривається з грудей людини, вбиваючи її. Чужий дуже швидко росте і має замість крові рідину, схожу з потужною кислотою. З'ясовується, що Чужий потрібен Компанії для проведення досліджень та створення біологічної зброї, а спеціально для проведення цієї місії в екіпаж був впроваджений андроїд. Андроїд виходить з ладу і намагається вбити Елен Ріплі, після чого його знищують. Остання, яка залишилася в живих з усього екіпажу, Ріплі підриває вантажний корабель, евакуювавшись на шатлі, однак Чужий встигає потрапити і туди. Ріплі вдається викинути його у відкритий космос.

### «Чужі»
Шаттл Ріплі загубився, а вона перебувала в анабіозі 57 років, але це виявляється одним з її кошмарів, якими вона страждає після зустрічі з чудовиськом. Після виявлення Ріплі проходить слухання з приводу вибуху корабля з цінним вантажем, проте члени комісії не вірять в існування Чужого, до того ж на LV-426 висадилися поселенці; Ріплі позбавляють звання лейтенанта. Зв'язок з поселенцями обривається, і для з'ясування обставин туди вирушає загін морських піхотинців з Ріплі в якості консультанта. На LV-426 загін виявляє цілий виводок Чужих, єдиним поселенцем, що вижив виявляється дівчинка Ньют. Прилетів разом з піхотинцями також працівник Компанії Картер Берк, який намагається заразити Ріплі і Ньют личинками Чужого, щоб пронести їх на Землю, однак йому це не вдається. В результаті з усього загону в живих залишається тільки капрал Хікс, андроїд Бішоп, а також Ріплі і Ньют. Вони евакуюються з планети, підірвавши ядерний реактор. Однак на кораблі королева Чужих — гігантська матка, що відкладає яйця з лицехватами — завдає сильні пошкодження Бішопу. Ріплі з допомогою навантажувача вдається викинути її у відкритий космос.

### «Чужий 3»
На борту Сулако, на якому летіли Ріплі, Капрал Хікс, Бішоп і Ньют, виявляється яйце з лицехватом. Він встигає заразити Ріплі, а потім стає причиною пожежі. Корабель падає на планеті-в'язниці Фіоріна «Ф'юрі» 161. Всі, крім Ріплі, гинуть. Там інший лицехват заражає пса. У результаті виходить новий гібрид Чужого, що володіє підвищеною швидкістю і спритністю. На планеті відсутня зброя, у в'язниці міститься всього кілька десятків особливо небезпечних в'язнів, які організували там релігійну секту. Поступово Чужий винищує майже всіх ув'язнених, а Ріплі дізнається, що заражена. У підсумку Чужого вдається знищити, а на планету прибувають люди з Компанії, які вмовляють Ріплі піти з ними. Вони запевняють, що видалять з її тіла зародка Чужого, однак вона, побоюючись створення біологічної зброї, кидається у величезну піч.

### «Чужий 4: Воскресіння»
Через 200 років після подій третьої частини війська Сполучених Систем, використовуючи зразки крові Ріплі, знайдені на «Ф'юрі» 161, клонують її разом із зародком Чужого. В результаті вдається отримати кілька особин Чужих. Восьмий клон Ріплі володіє деякими здібностями Чужого — такими, як кислота в крові і загострені почуття. На корабель «Аурига» (з лат. Візник), де відбуваються описані події, прибувають контрабандисти з корабля «Бетті». Вони привозять для генерала Переса вантаж — живих людей, яких будуть використовувати для розведення Чужих. Народжені таким шляхом Чужі вириваються на свободу, поступово вбиваючи весь персонал і контрабандистів. «Аурига» рухається до Землі, а люди що залишилися в живих евакуюються на «Бетті», влаштувавши зіткнення «Ауриги» з Землею. Однак на «Бетті» пробирається новий Чужий, живорождена особина, яка отримала ген живородіння від Ріплі. Так чи інакше Ріплі також вдається викинути Чужого у відкритий космос.

## Приквели

### «Прометей»
Спочатку замислювався як приквел фільму «Чужий» 1979 року, але пізніше трансформувався в самостійний фільм, не є прямим приквелом «Чужого», хоча події фільму розгортаються у тій же зоряній системі ζ Сітки, в 2093 році.

### «Чужий: Заповіт»
Сіквел фільму «Прометей», що вийшов в травні 2017 року.
Спочатку фільм називався «Чужий: Втрачений рай» і замислювався як прямий сиквел «Прометея», але потім його концепція змінилася, хоча дія частково продовжує історію, показану в «Прометеї». Заявлено, що фільм стане другою інсталяцією в новій трилогії, завершення якої буде логічно пов'язане з першим фільмом серії. Фільм знайомить зі світом Творців і розкриває історію походження Чужого.

## Інші фільми
- «Чужий проти Хижака» (англ. AVP: Alien vs. Predator; 2004)[4]
- «Чужі проти Хижака: Реквієм» (англ. Aliens vs. Predator: Requiem; 2007)[5]
- До 40-річчя виходу на екрани «Чужого» студія 20th Century Fox випустила антологію «Alien: 40th Anniversary Shorts» з шести короткометражок, присвячених всесвіту Чужих. Їх зняли молоді режисери:
  - «Чужий: Зараження» (англ. Alien: Containment; 2019)
  - «Чужий: Зразок» (англ. Alien: Specimen; 2019)
  - «Чужий: Нічна зміна» (англ. Alien: Night Shift; 2019)
  - «Чужий: Руда» (англ. Alien: Ore; 2019)
  - «Чужий: Одна» (англ. Alien: Alone; 2019)
  - «Чужий: Жнива» (англ. Alien: Harvest; 2019)[6]

## Склад команди
| Роль           | Основна серія          | Основна серія          | Основна серія          | Основна серія          | Серія пріквелів        | Серія пріквелів        |
| Роль           | Чужий                  | Чужі                   | Чужий 3                | Чужий: Воскресіння     | Прометей               | Чужий: Заповіт         |
| Роль           | 1979                   | 1986                   | 1992                   | 1997                   | 2012                   | 2017                   |
| -------------- | ---------------------- | ---------------------- | ---------------------- | ---------------------- | ---------------------- | ---------------------- |
| Режисери       | Рідлі Скотт            | Джеймс Кемерон         | Девід Фінчер           | Жан-П'єр Жене          | Рідлі Скотт            | Рідлі Скотт            |
| Виробники      | Brandywine Productions | Brandywine Productions | Brandywine Productions | Brandywine Productions | Scott Free Productions | Scott Free Productions |
| Виробники      | Brandywine Productions | Brandywine Productions | Brandywine Productions | Brandywine Productions | Brandywine Productions |                        |
| Виробники      | Brandywine Productions | Brandywine Productions | Brandywine Productions | Brandywine Productions | Dune Entertainment     | TSG Entertainment      |
| Розповсюджувач | 20th Century Fox       | 20th Century Fox       | 20th Century Fox       | 20th Century Fox       | 20th Century Fox       | 20th Century Fox       |
| Тривалість     | 117 хвилин             | 137 хвилин             | 114 хвилин             | 109 хвилин             | 124 хвилин             | 123 хвилин             |
| Дата релізу    | 25 Травня, 1979        | 18 Липня, 1986         | 22 Травня, 1992        | 26 Листопада, 1997     | 8 Червня, 2012         | 19 Травня, 2017        |

## Хронологічний порядок фільмів
- Прометей (2089, грудень 2093 — січень 2094)
- Чужий: Заповіт (2104 рік)
- Чужий (2122 рік)
- Чужий: Ромул (2142)
- Чужі (2179 рік)
- Чужий 3 (2179 рік)
- Чужий: Воскресіння (2380—2381 рік)

## Прийом

### Бюджет і касові збори
| Фільм                | Дата релізу      | Касові збори | Касові збори    | Касові збори   | Бюджет      | Посилання |
| Фільм                | Дата релізу      | В США        | В інших країнах | У всьому світі | Бюджет      | Посилання |
| -------------------- | ---------------- | ------------ | --------------- | -------------- | ----------- | --------- |
| Чужий                | 25 травня 1979   | 81,900,459 $ | 24,385,063 $    | 106,285,522 $  | 11,0 млн. $ | [ 7 ]     |
| Чужі                 | 14 липня 1986    | 85,160,248 $ | 45,900,000 $    | 131,060,248 $  | 18,5 млн.$  | [ 8 ]     |
| Чужий 3              | 19 травня 1992   | 55,473,545 $ | 104,340,953 $   | 159,814,498 $  | 50,0 млн.$  | [ 9 ]     |
| Чужий 4: Воскресіння | 6 листопада 1997 | 47,795,658 $ | 113,580,411 $   | 161,376,069 $  | 75,0 млн.$  | [ 10 ]    |
| Прометей             | 11 квітня 2012   | 126,477,084$ | 276,877,385 $   | 403,354,469 $  | 130 млн.$   | [ 11 ]    |
| Чужий: Заповіт       | 4 травня 2017    | 74,262,031 $ | 166,629,732 $   | 240,891,763 $  | 97,0 млн.$  | [ 12 ]    |
| Всього               | Всього           | 471,069,025$ | 731,713,544$    | 1,202,782,569$ | 381,5 млн$  |           |

### Критика і реакція аудиторії
| Фільми               | Rotten Tomatoes     | Metacritic       |
| -------------------- | ------------------- | ---------------- |
| Чужий                | 98 % (125 рецензій) | 89 (34 рецензії) |
| Чужі                 | 97 % (76 рецензій)  | 84 (22 рецензії) |
| Чужий 3              | 43 % (58 рецензій)  | 59 (20 рецензій) |
| Чужий 4: Воскресіння | 54 % (81 рецензія)  | 63 (21 рецензія) |
| Прометей             | 73 % (306 рецензій) | 64 (43 рецензії) |
| Чужий: Заповіт       | 65 % (403 рецензії) | 65 (52 рецензії) |
| Середній %           | 71,67               | 70,67            |